# Коченёвский район
Коченёвский райо́н — административно-территориальная единица в Новосибирской области России. В границах района образован одноимённый муниципальный район.
Административный центр — рабочий посёлок Коченёво.

## География
Район расположен в центральной части Новосибирской области. Граничит с Колыванским, Чулымский, Ордынским, Новосибирским районами.
Территория района по данным на 2008 год — 507,2 тыс. га, в том числе сельхозугодья — 317,7 тыс. га (62,6 % всей площади). Большая часть района относится к лесостепи, лишь самая северная окраина находится в лесной зоне. Леса расположены на площади 90,4 тыс. га. По территории района протекают реки Оёш и Чик.

## История
В 1925 году был образован Сибирский край, а в его составе — Коченёвский район Ново-Николаевского (Ново-Сибирского) округа. 8 мая 1929 года был расформирован Бугринский район, и ранее входивший в его состав Прокудский сельсовет перешёл в состав Коченёвского района.
В 1930 году Сибирский край был разделён на западную и восточную части, и район оказался в составе Западно-Сибирского края.
В 1937 году район был включён в состав новообразованной Новосибирской области.

## Достопримечательности
- Открытая смотровая площадка завода ФКП «НОЗИП»;
- Войсковая часть 57849;
- Коченёвская Птицефабрика.
- Коченёвский НПЗ ВПК-Ойл

### Природные ценности
Водные ресурсы: река Оёш, река Чик, озеро Сектинское, озеро Васюхино.

### Археологические ценности
Участок Крохалёвского археологического микрорайона (участок с. Прокудское — пос. Сокур), где в конце 20 века был обнаружен 21 археологический и палеонтологический объект. Здесь были найдены поселения, городища, курганы, кости мамонтов, датирующиеся во временном диапазоне от 3-го тысячелетия до н. э. до XVI века н. э.;
Рядом с деревней Вахрушево на реке Оёш находятся курганы могильника Вахрушево-1 андроновской (фëдоровской) культуры, 1735—1518 года до н. э.).

### Культурно-исторические ценности
- Церковь Михаила Архангела;
- Краеведческий музей;
- Аллея Героев Советского Союза;
- Обелиск Родина-мать;
- Бюст Героя Советского Союза Аргунова Николая Филипповича;
- Бывший аэродром.[7]

## Население
| 2002    | 2009    | 2010    | 2011    | 2012    | 2013    | 2014    | 2015    | 2016    |
| ------- | ------- | ------- | ------- | ------- | ------- | ------- | ------- | ------- |
| 46 378  | ↗46 652 | ↗46 753 | ↘43 842 | ↗44 305 | ↗44 833 | ↗44 915 | ↗45 079 | ↗45 483 |
| 2017    | 2018    | 2019    | 2020    | 2021    |         |         |         |         |
| ↗45 856 | ↗46 129 | ↘46 012 | ↘45 932 | ↘44 998 |         |         |         |         |

### Урбанизация
В городских условиях (рабочие посёлки Коченёво и Чик) проживают 49,18 % населения района.

## Муниципально-территориальное устройство
В муниципальный район входят два городских и 14 сельских поселений.
| №        | Городские и сельские поселения | Административный центр                | Количество населённых пунктов | Население | Площадь, км2 |
| -------- | ------------------------------ | ------------------------------------- | ----------------------------- | --------- | ------------ |
| 1e-06    | Городские поселения:           |                                       |                               |           |              |
| 1        | рабочий посёлок Коченёво       | рабочий посёлок Коченёво              | 1                             | ↘17 053   | 44,93        |
| 2        | рабочий посёлок Чик            | рабочий посёлок Чик                   | 1                             | ↘5078     | 146,86       |
| 2.000002 | Сельские поселения:            |                                       |                               |           |              |
| 3        | Дупленский сельсовет           | железнодорожная станция Дупленская    | 4                             | ↘1139     | 456,17       |
| 4        | Краснотальский сельсовет       | посёлок Дружный                       | 3                             | ↗744      | 153,60       |
| 5        | Кремлёвский сельсовет          | село Новокремлёвское                  | 3                             | ↘1479     | 202,02       |
| 6        | Крутологовский сельсовет       | село Крутологово                      | 2                             | ↗807      | 346,65       |
| 7        | Леснополянский сельсовет       | железнодорожная станция Лесная Поляна | 4                             | ↘1204     | 276,71       |
| 8        | Новомихайловский сельсовет     | село Новомихайловка                   | 3                             | ↘1219     | 684,11       |
| 9        | Овчинниковский сельсовет       | деревня Овчинниково                   | 4                             | ↘562      | 534,70       |
| 10       | Поваренский сельсовет          | село Поваренка                        | 3                             | ↘1216     | 240,86       |
| 11       | Прокудский сельсовет           | село Прокудское                       | 8                             | ↘7879     | 416,00       |
| 12       | Совхозный сельсовет            | посёлок Белобородово                  | 6                             | ↗1708     | 359,35       |
| 13       | Федосихинский сельсовет        | село Федосиха                         | 4                             | ↘679      | 364,07       |
| 14       | Целинный сельсовет             | село Целинное                         | 5                             | ↘1333     | 360,09       |
| 15       | Чистопольский сельсовет        | село Чистополье                       | 2                             | ↘1360     | 114,02       |
| 16       | Шагаловский сельсовет          | село Шагалово                         | 6                             | ↘1227     | 218,88       |

## Населённые пункты
В Коченёвском районе 58 населённых пунктов.
| №  | Населённый пункт | Тип                     | Население | Муниципальное образование  |
| -- | ---------------- | ----------------------- | --------- | -------------------------- |
| 1  | Александровский  | посёлок                 | ↗6        | Дупленский сельсовет       |
| 2  | Антипинский      | посёлок                 | ↘19       | Дупленский сельсовет       |
| 3  | Антоновка        | деревня                 | ↘92       | Поварёнский сельсовет      |
| 4  | Бармашево        | посёлок                 | ↘58       | Краснотальский сельсовет   |
| 5  | Белобородово     | посёлок                 | ↘314      | Совхозный сельсовет        |
| 6  | Берёзовский      | посёлок                 | ↘0        | Федосихинский сельсовет    |
| 7  | Большая Поляна   | посёлок                 | ↘21       | Овчинниковский сельсовет   |
| 8  | Буньково         | деревня                 | ↗300      | Прокудский сельсовет       |
| 9  | Вахрушево        | деревня                 | ↘269      | Крутологовский сельсовет   |
| 10 | Владиславский    | посёлок                 | →1        | Овчинниковский сельсовет   |
| 11 | Дружный          | посёлок                 | →260      | Краснотальский сельсовет   |
| 12 | Дупленская       | железнодорожная станция | ↘1025     | Дупленский сельсовет       |
| 13 | Ермиловка        | деревня                 | ↘94       | Новомихайловский сельсовет |
| 14 | Казаково         | деревня                 | ↗231      | Шагаловский сельсовет      |
| 15 | Казанка          | село                    | ↘45       | Федосихинский сельсовет    |
| 16 | Катково          | село                    | ↘471      | Прокудский сельсовет       |
| 17 | Козлово          | деревня                 | ↘163      | Целинный сельсовет         |
| 18 | Комихинский      | посёлок                 | ↘73       | Поварёнский сельсовет      |
| 19 | Кордон           | населённый пункт        | ↘1        | Прокудский сельсовет       |
| 20 | Коченёво         | рабочий посёлок         | ↘17 053   | рабочий посёлок Коченёво   |
| 21 | Крохалёвка       | деревня                 | ↘254      | Прокудский сельсовет       |
| 22 | Крутологово      | село                    | ↘577      | Крутологовский сельсовет   |
| 23 | Кумысный         | посёлок                 | ↗408      | Совхозный сельсовет        |
| 24 | Лесная Поляна    | железнодорожная станция | ↘961      | Леснополянский сельсовет   |
| 25 | Лесной           | посёлок                 | ↘57       | Федосихинский сельсовет    |
| 26 | Майский          | посёлок                 | ↘231      | Целинный сельсовет         |
| 27 | Малореченка      | посёлок                 | ↘228      | Целинный сельсовет         |
| 28 | Маслово          | посёлок                 | ↘76       | Целинный сельсовет         |
| 29 | Мирный           | посёлок                 | ↘362      | Краснотальский сельсовет   |
| 30 | Молот            | посёлок                 | ↘248      | Кремлёвский сельсовет      |
| 31 | Новокремлёвское  | село                    | ↘1242     | Кремлёвский сельсовет      |
| 32 | Новомихайловка   | село                    | ↘1147     | Новомихайловский сельсовет |
| 33 | Новоотрубное     | деревня                 | ↘214      | Совхозный сельсовет        |
| 34 | Новорощинский    | посёлок                 | ↘127      | Овчинниковский сельсовет   |
| 35 | Овчинниково      | деревня                 | ↘502      | Овчинниковский сельсовет   |
| 36 | Ольшанский       | посёлок                 | ↘44       | Леснополянский сельсовет   |
| 37 | Первомайский     | посёлок                 | ↘52       | Кремлёвский сельсовет      |
| 38 | Поваренка        | село                    | ↘1110     | Поварёнский сельсовет      |
| 39 | Приозерная       | деревня                 | ↘64       | Шагаловский сельсовет      |
| 40 | Прокудское       | село                    | ↘5961     | Прокудский сельсовет       |
| 41 | Речник           | посёлок                 | ↘656      | Чистопольский сельсовет    |
| 42 | Сартаково        | село                    | ↘102      | Леснополянский сельсовет   |
| 43 | Светлый          | посёлок                 | ↘559      | Прокудский сельсовет       |
| 44 | Севастьяновка    | деревня                 | ↘110      | Дупленский сельсовет       |
| 45 | Семёновский      | посёлок                 | ↘98       | Совхозный сельсовет        |
| 46 | Студёнкино       | деревня                 | ↘47       | Новомихайловский сельсовет |
| 47 | Троицк           | деревня                 | ↘278      | Совхозный сельсовет        |
| 48 | Тропино          | деревня                 | ↘10       | Шагаловский сельсовет      |
| 49 | Федосиха         | село                    | ↘672      | Федосихинский сельсовет    |
| 50 | Федосово         | деревня                 | ↘167      | Шагаловский сельсовет      |
| 51 | Целинное         | село                    | ↘736      | Целинный сельсовет         |
| 52 | Чик              | деревня                 | ↘241      | Прокудский сельсовет       |
| 53 | Чик              | рабочий посёлок         | ↘5078     | рабочий посёлок Чик        |
| 54 | Чистополье       | село                    | ↘683      | Чистопольский сельсовет    |
| 55 | Шагалово         | село                    | ↘739      | Шагаловский сельсовет      |
| 56 | 3273 км          | железнодорожная станция | ↘8        | Леснополянский сельсовет   |
| 57 | 3277 км          | населённый пункт        | →0        | Совхозный сельсовет        |
| 58 | 3293 км          | железнодорожная станция | ↗23       | Прокудский сельсовет       |

Упразднённые населённые пункты
- 2005 год — поселки Кукушкино[23] и Епифановский, аулы Кызылту и Заготскот[24].
- 2009 год — деревня Барабинка[25].
- 2018 год — поселок Берёзовский[26].
- 2025 год — 3298 км Шагаловский.

## Экономика
Промышленный потенциал района представлен предприятиями железнодорожного и автомобильного транспорта, связи, электроснабжения, предприятиями пищевой и перерабатывающей промышленности.
Коченёвский район является одним из крупнейших сельскохозяйственных районов области и уверенно входит в первую пятёрку лидеров по производству и реализации сельскохозяйственной продукции.
В сельском хозяйстве занято более 30 % всех работающих. Численность трудовых ресурсов в районе 28,7 тыс. человек, из них 17,6 тыс. человек заняты в экономике.

## Транспорт
Через район проходит автодорога федерального значения М51 «Байкал» и участок Транссибирской железнодорожной магистрали «Новосибирск—Татарская». Протяжённость автомобильных дорог — 254,1 км, из них с твёрдым покрытием — 241,1 км.

## Выдающиеся жители
На фронтах Великой Отечественной войны звания Героя Советского Союза были удостоены 11 человек:
- Анцупов Александр Яковлевич;
- Аргунов Николай Филиппович;
- Дергач Алексей Николаевич;
- Домбровский Иван Александрович;
- Дюжев Михаил Константинович;
- Марковцев Степан Харитонович;
- Плахотный Николай Михайлович;
- Потапов Дмитрий Капитонович;
- Разин Сергей Степанович;
- Татаренко Дмитрий Митрофанович.

На территории района (Пихтовский детский-дом — интернат Шегарской спецкомендатуры) выросли будущие известные русские писатели Василий Афонин и Николай Углов.